# 普卢贡韦尔
普卢贡韦尔（法語：Plougonver，法語發音：[pluɡɔ̃vɛʁ]）是法国阿摩尔滨海省的一个市镇，位于该省西部，属于甘冈区和甘冈城市圈。

## 地理
普卢贡韦尔（48°29'5"N, 3°22'43"W）面积35.72 平方千米，位于法国布列塔尼大區阿摩尔滨海省，该省份为法国西北部沿海省份，位于布列塔尼半岛北部，北濒大西洋英吉利海峡，西接菲尼斯泰尔省，南至莫尔比昂省，东临伊勒-维莱讷省。
与普卢贡韦尔接壤的市镇（或旧市镇、城区）包括：贝利勒昂泰尔、比拉特佩斯蒂维安、卡拉克、拉沙佩勒讷沃、居吕尼埃勒、洛克恩韦勒、洛吉维普卢格拉斯、卢阿尔加特、蓬梅尔韦。

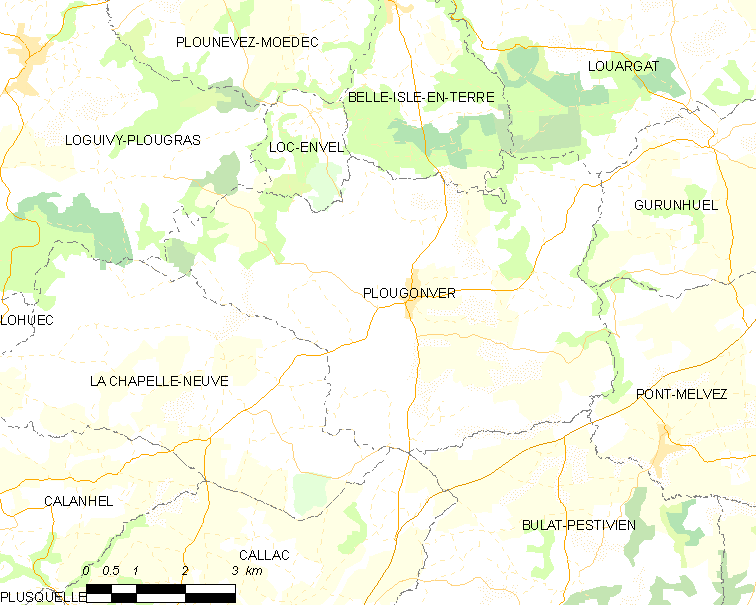
普卢贡韦尔的OSM定位图

普卢贡韦尔的时区为UTC+01:00、UTC+02:00（夏令时）。

## 行政
普卢贡韦尔的邮政编码为22810，INSEE市镇编码为22216。

## 政治
普卢贡韦尔所属的省级选区为卡拉克县。

## 人口

1962-2008年间普卢贡韦尔人口变化图示

普卢贡韦尔于2022年1月1日时的人口数量为766人。